# Herb województwa ruskiego

Herb woj. ruskiego

Herbem województwa ruskiego od XIV wieku do roku 1772 był w polu błękitnym złoty lew wspinający się przednimi łapami na skałę.
Symbolika herbu jest obecnie dyskutowana. Wg niektórych hipotez może nawiązywać do celtyckiego plemienia Anart fracti (sprzymierzeńcy Anartów) osiadłego w górach, które nigdy nie poddało się dominacji Imperium Rzymskiego. Wg innych może mieć związek z tym, że 13 kwietnia 1377 roku Eryk z Winsen mianowany został przez papieża Grzegorza XI biskupem przemyskim. Nominacja niemieckiego franciszkanina związana była z dużym udziałem tego zakonu, zdominowanego przez Niemców, w organizacji administracji tworzonej wówczas metropolii halickiej. Jej powstanie wspierał Kazimierz III Wielki, a później Ludwik Andegaweński dążący do utworzenia na Rusi Halickiej odrębnej jednostki terytorialnej rządzonej przez Andegawenów.

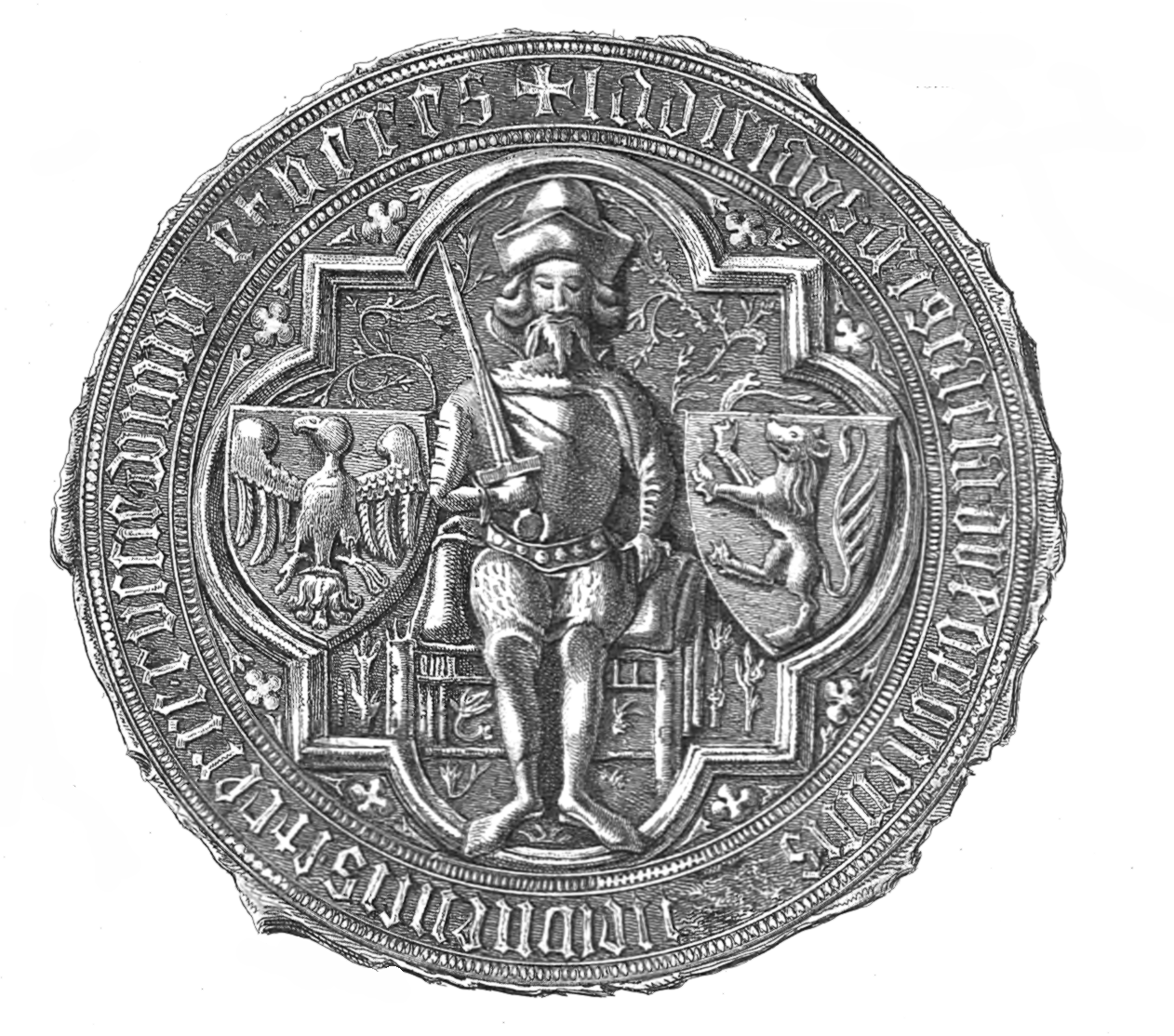
Pieczęć Władysława Opolczyka z 1379 r.
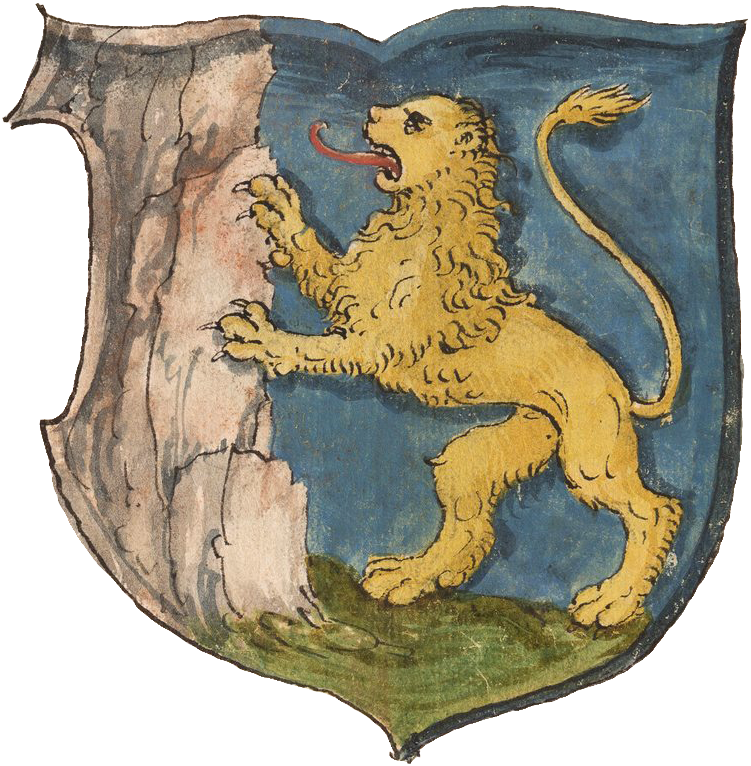
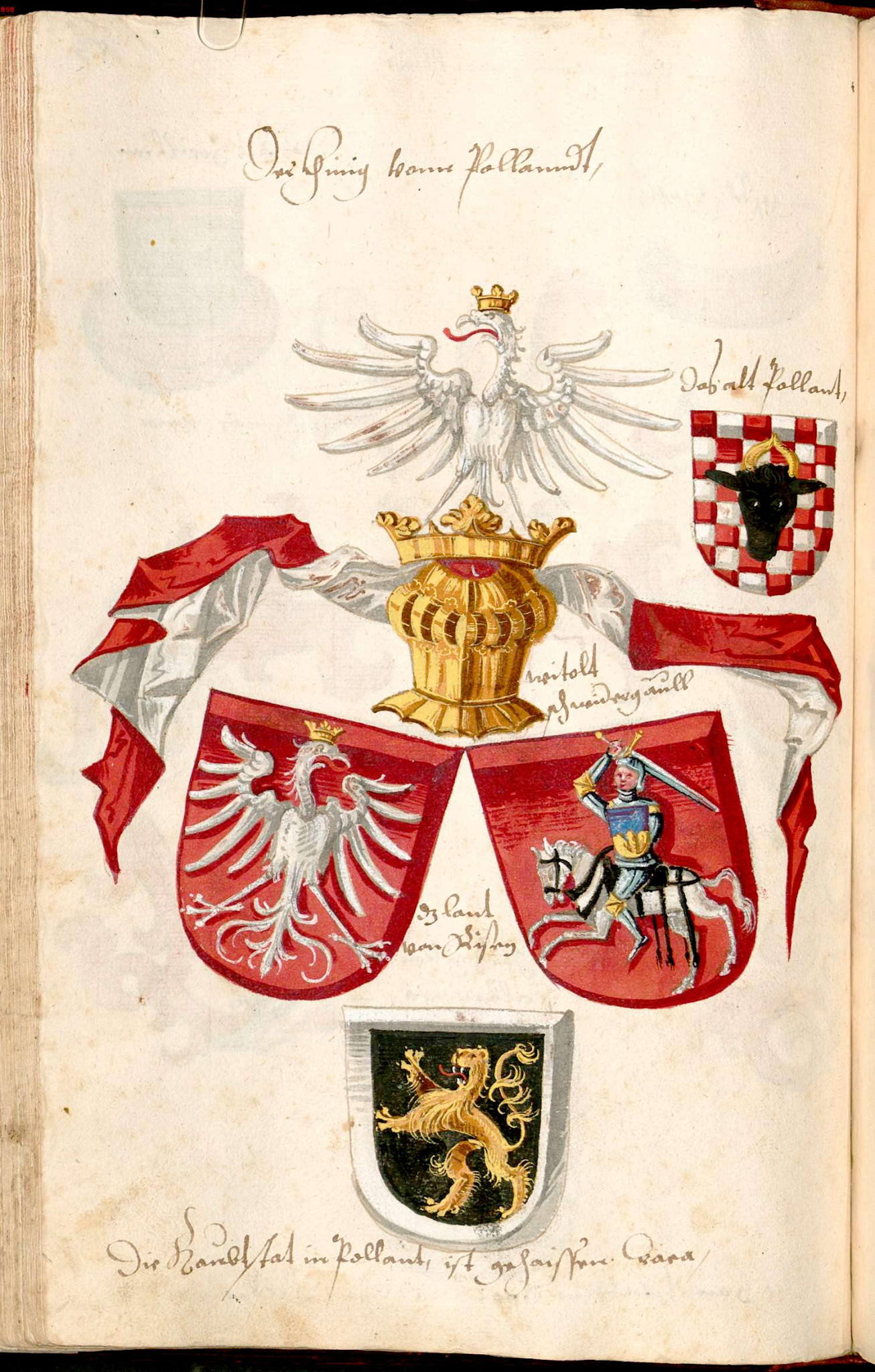
1483
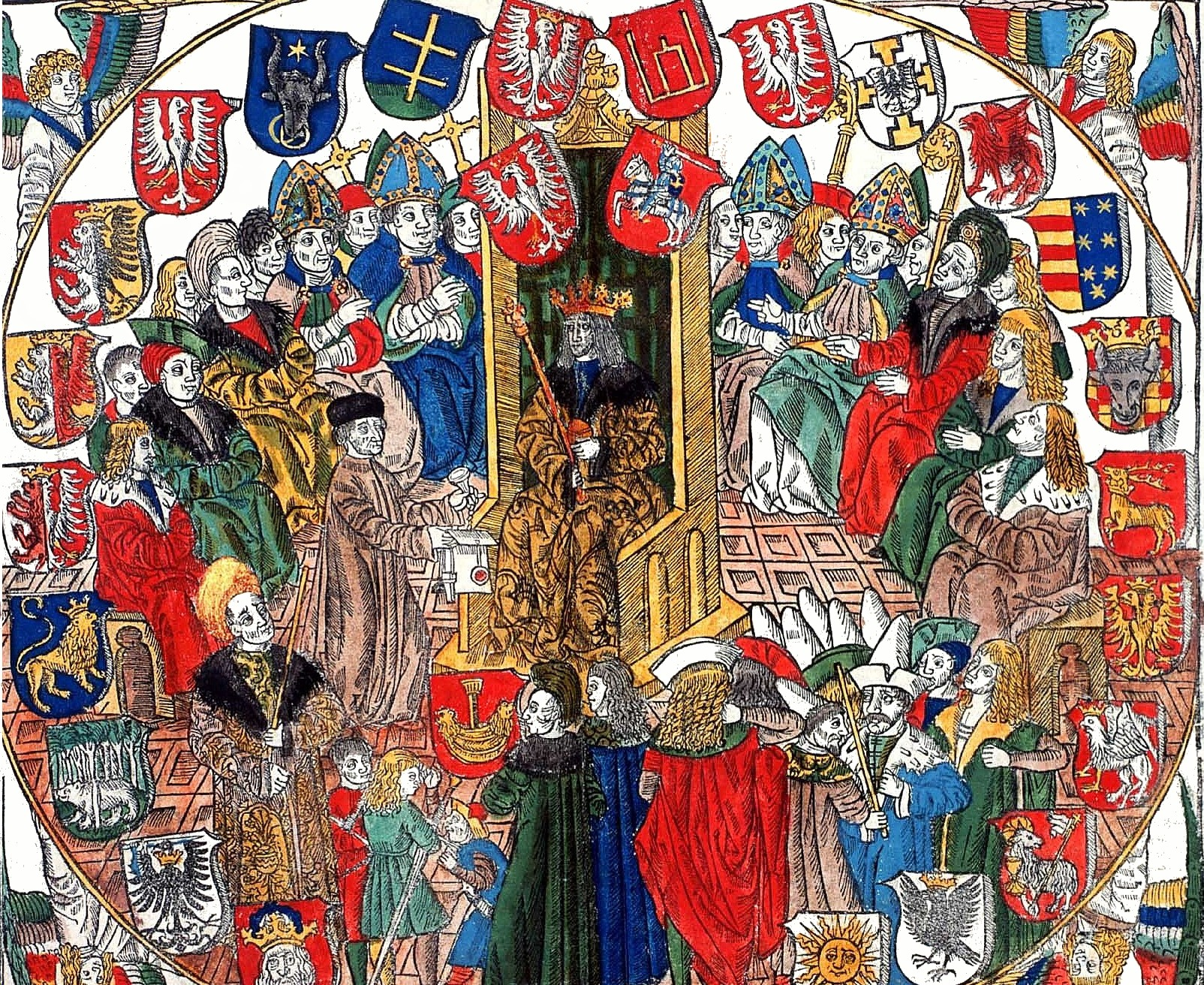
Karta ze Statutu Łaskiego z 1506 r.
Herb województwa w XVII wieku
Herb miasta Winsen
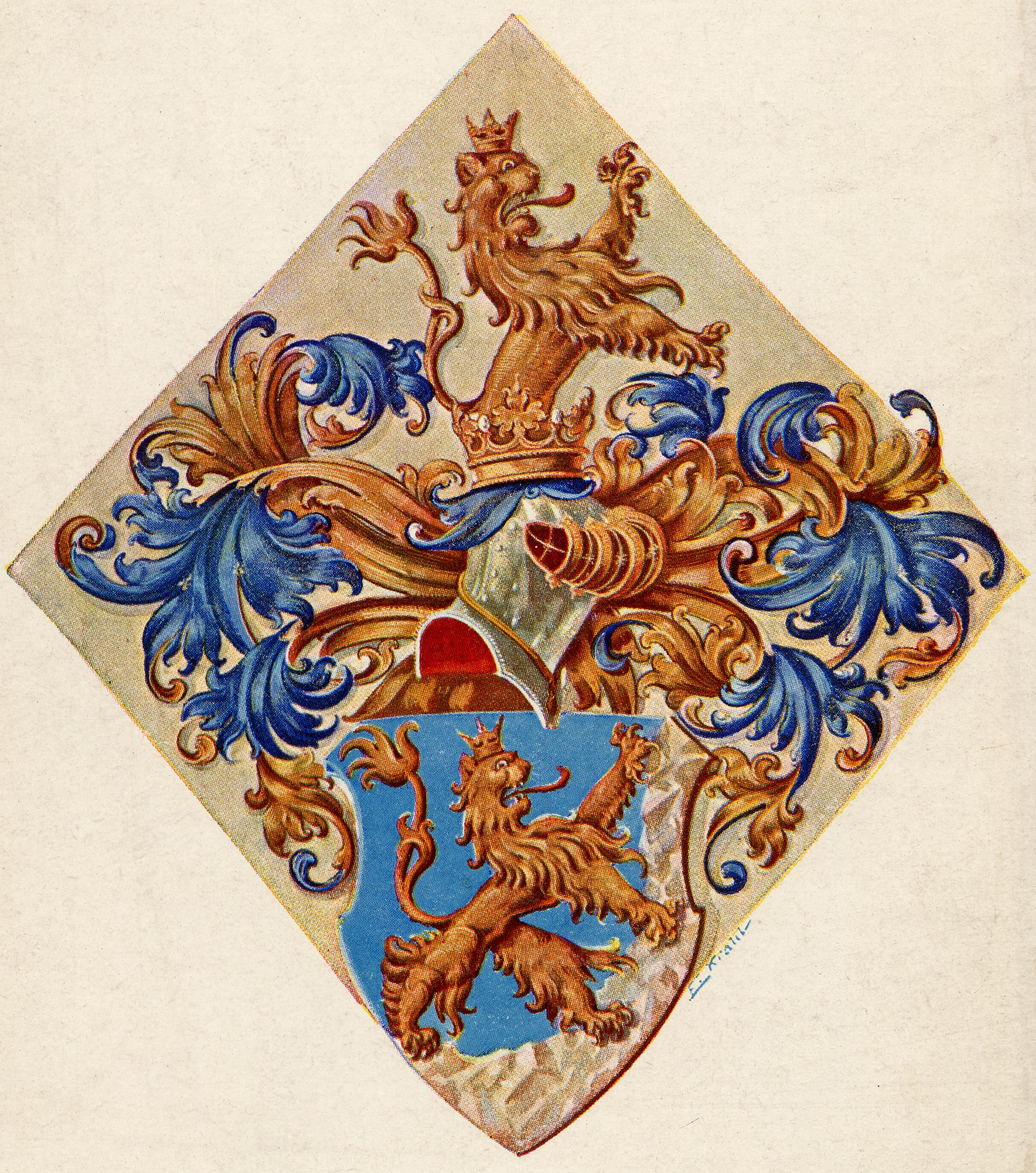
1916

## Barwy
- Błękit jest w heraldyce symbolem piękna, wzniosłości, chwały oraz czystości, lojalności, wierności i rzetelności.
- Barwa złota symbolizuje wiarę, stałość, mądrość i chwałę.